# 陳鴻 (嘉慶進士)
陳鴻（1780年—1833年），字叔诚，号午桥。清朝浙江杭州府钱塘县人。
嘉庆十四年（1809年）进士。授编修，任御史，以刚直显名。不避权贵，有直声。嘉庆二十五年（1820年）疏陈浙江水利，请治理西湖，垦辟北省水田。疏陈浙江盐政积弊及工部弊政，请改革浙江盐政，多得允准。升任给事中，道光二年（1822年）稽察银库，革弊禁贿。后出督云南学政。在通政司参议任上去世。